# Élections législatives de 1986 dans les Hauts-de-Seine
Les élections législatives françaises de 1986 ont lieu le 16 mars 1986. Dans le département des Hauts-de-Seine, treize députés sont à élire dans le cadre d'un scrutin proportionnel par liste départementale à un seul tour.

## Élus
| Député élu           |  | Parti    |
| -------------------- |  | -------- |
| Claude Labbé         |  | RPR      |
| Georges Gorse        |  | RPR      |
| Jacques Baumel       |  | RPR      |
| Georges Tranchant    |  | RPR      |
| Patrick Devedjian    |  | RPR      |
| Charles Deprez       |  | UDF (PR) |
| Florence d'Harcourt  |  | UDF (AD) |
| Philippe Bassinet    |  | PS       |
| Georges Le Baill     |  | PS       |
| Michel Sapin         |  | PS       |
| Michel Margnes       |  | PS       |
| Jean-Pierre Stirbois |  | FN       |
| Guy Ducoloné         |  | PCF      |

## Résultats

### Résultats à l'échelle du département
|                                                          | Claude Labbé Rassemblement pour la République (CNI) | 190 943 | 31,02  | 5  |  |  |
|                                                          | Philippe Bassinet Parti socialiste (MRG)            | 173 952 | 28,26  | 4  |  |  |
|                                                          | Charles Deprez Union pour la démocratie française   | 90 061  | 14,63  | 2  |  |  |
|                                                          | Jean-Pierre Stirbois Front national                 | 69 529  | 11,30  | 1  |  |  |
|                                                          | Guy Ducoloné Parti communiste français              | 66 185  | 10,75  | 1  |  |  |
|                                                          | François Lopez Divers écologiste                    | 12 470  | 2,03   | 0  |  |  |
|                                                          | Georges Labica Extrême gauche                       | 11 033  | 1,79   | 0  |  |  |
|                                                          | Marie-Elisabeth Lavernhe Parti ouvrier européen     | 1 334   | 0,22   | 0  |  |  |
|                                                          |                                                     |         |        |    |  |  |
| Inscrits                                                 | Inscrits                                            | 816 860 | 100,00 | 13 |  |  |
| Abstentions                                              | Abstentions                                         | 186 501 | 22,83  |    |  |  |
| Votants                                                  | Votants                                             | 630 359 | 77,17  |    |  |  |
| Blancs et nuls                                           | Blancs et nuls                                      | 14 852  | 2,36   |    |  |  |
| Exprimés                                                 | Exprimés                                            | 615 507 | 97,64  |    |  |  |
| Source : Data.gouv.fr et Le Monde du 18 mars 1986, p. 10 |                                                     |         |        |    |  |  |

### Listes complètes en présence
| Liste Étiquette politique (partis et alliances) | Liste Étiquette politique (partis et alliances)                                                                     | Candidats (et remplaçants éventuels) |
| ----------------------------------------------- | --- | --- |
|                                                 | Liste RPR pour les Hauts-de-Seine Rassemblement pour la République - Centre national des indépendants               | 1. Claude Labbé 2. Georges Gorse 3. Jacques Baumel 4. Georges Tranchant 5. Patrick Devedjian 6. Patrick Balkany 7. Nicolas Sarkozy 8. Rose-Anne Pestre 9. Gaëtan Déodato 10. Suzanne Beaujard 11. Daniel Léon 12. Jean-Luc Delin 13. Émile Tricon————————————14. Lydia Marié 15. Pierre Chuniaud                       |
|                                                 | Pour une majorité de progrès avec le président de la République Parti socialiste - Mouvement des radicaux de gauche | 1. Philippe Bassinet 2. Georges Le Baill 3. Michel Sapin 4. Michel Margnes 5. Hélène Vivet-Lellouche 6. Martine Chevrel 7. Henri Conte 8. Jean-François Merle 9. Georges Dioque 10. Monique Macherey 11. Jean-Michel Charpin 12. René Gerun 13. Denis Abecassis————————————14. Claire Ladousse 15. Georges Le Gallo    |
|                                                 | Liste UDF 92 Union pour la démocratie française (Centre des démocrates sociaux - Parti républicain - Parti radical) | 1. Charles Deprez 2. Florence d'Harcourt 3. André Santini 4. Pierre Ringenbach 5. Hugues Sirven-Vienot 6. Jean-Paul Benoit 7. Jean-Pierre Foucher 8. Florent Montillot 9. Milena Nokovitch 10. Henri Héliot 11. Jean Bargheon 12. Henri Magnin 13. Jean-Claude Duriez————————————14. Denis Badré 15. Édith de Villepin |
|                                                 | Rassemblement national Front national                                                                               | 1. Jean-Pierre Stirbois 2. Jean-Yves Le Gallou 3. Marie-Caroline Le Pen 4. Henri David 5. André Boutot 6. Françoise Bernard 7. Docteur Grandjean 8. Sophie Brissaud 9. Michel Senaud 10. Jean Allard 11. Hubert de Rouge 12. Roger Vivant 13. Jacques Perthuis————————————14. André Tastevin 15. Jean Niaux            |
|                                                 | Liste présentée par le Parti communiste français Parti communiste français                                          | 1. Guy Ducoloné 2. Jacques Brunhes 3. Jacqueline Fraysse 4. Dominique Frelaut 5. Parfait Jans 6. Janine Jambu 7. Marie-George Buffet 8. Robert Gelly 9. Daniel Lacroix 10. André Aubry 11. Annie Mandois 12. Jacques Le Dauphin 13. Jacqueline Alexandre————————————14. Catherine Luca 15. Roger Vuillemenot           |
|                                                 | Hauts-de-Seine Écologie 86 Écologiste                                                                               | 1. François Lopez 2. Bruno Ropert 3. André Prévert 4. Jacqueline Haemmerer 5. Jean-Pierre Schwaller 6. Chantal Lemoine 7. Evelyne Boulanger 8. Michel Jaffré 9. Michel Fontana 10. Maud Cousin 11. Patrick Jouan 12. Denis Maillols 13. Jean-Claude Appert————————————14. Christian Migeon 15. Jacques Bruno Laure     |
|                                                 | Mouvement pour un parti des travailleurs Extrême gauche trotskiste                                                  | 1. Yves Bourdin 2. Daniel Dutheil 3. Martine Hildebrandt 4. Dominique Paganelli 5. Bronislaw Slupek 6. Michel Charlet 7. Christian Pierre 8. Christian Régis 9. Alain Mignet 10. François Chevallier 11. Gilles Monsillon 12. Dominique Maroutian 13. Isabelle Guyton————————————14. Daniel Ramond 15. Jacques Dupont  |
|                                                 | Parti ouvrier européen Extrême-droite                                                                               | 1. Marie-Elisabeth Lavernhe 2. Carmen Chauvier 3. Jacques Moreau 4. Marie-Laure Turcat 5. Pham Chi Thanh 6. Patrick Delval 7. Jacques Riche 8. Laurent-Michel Gonzalez-Manet 9. Michel Vermot 10. Lassana Sidibe 11. Christiane Ricard 12. Yves Bordet 13. Yves Petiet————————————14. Eric Sauze 15. Simone Quint      |
|                                                 | Alternative et écologie 92 Extrême-gauche                                                                           | 1. Georges Labica 2. Emmanuelle Dupuy 3. Patrick Santini 4. Jeannine Arnoul 5. Jean Chambrun 6. Marie Deleule 7. Gabriel Granier 8. Sylvie Lefebvre 9. Gérard Carval 10. Chantal Judic 11. Dominique Wartelle 12. Jean-Luc Janvier 13. Jean Boulogne————————————14. Alain Fabart 15. Jean-Pierre Lettron               |